# 小椅子の聖母
『小椅子の聖母』（こいすのせいぼ、伊: Madonna della Seggiola）は、盛期ルネサンスの画家ラファエロ・サンティが、1513年から1514年ごろに描いた絵画。幼児キリストを抱きしめる聖母マリアと、2人を敬虔な表情で見つめる幼児洗礼者聖ヨハネが、円の中に描かれる「トンド」と呼ばれる形態で描かれている。
『小椅子の聖母』はラファエロのキャリア後期にあたるいわゆる「ローマ時代」に描かれた作品で、キャリア中期の「フィレンツェ時代」に同様のモチーフで描かれた厳格な様式美の作品とは、まったく異なる作風の絵画となっている。また、暖色系の色使いはティツィアーノ（1488年/1490年 - 1576年）や、当時のラファエロの競争相手だったセバスティアーノ・デル・ピオンボからの影響の可能性がある。
イタリアの医学者でモンテッソーリ教育で知られるマリア・モンテッソーリは、この『小椅子の聖母』を「（マリアの）母性に対する（ヨハネの）親愛の情」の象徴として、世界中の「子供の家」 (Casa dei bambini) に飾られることを願うとしている。
19世紀新古典主義のフランス人画家ドミニク・アングルはラファエロを非常に高く評価した芸術家である。自身の作品である『子供と遊ぶアンリ4世』と『ラファエロとフォルナリーナ』の背景の壁にこの『小椅子の聖母』を描いているほか、『リヴィエール氏の肖像』のテーブルに置かれた紙、『玉座のナポレオン』の絨毯にもデザイン化された『小椅子の聖母』を描いている。